# Orlando di Lasso
Orlando di Lasso (Bergen in Henegouwen, 1532 - München, 14 juni 1594) was een van de productiefste componisten aller tijden. Hij is ook bekend als Orlandus Lassus, Roland de Lassus of Roland de Lâtre.

## Leven
Zijn eerste lessen in lezen, schrijven en zingen kreeg hij in zijn geboortestad, waar hij tot zijn 13e als koorknaap werkte in de Église Saint-Nicolas-en-Havré. In die tijd waren ronselaars van de adel overal in Europa op zoek naar mooie jongensstemmen, vooral in de zogenaamde Spaanse Nederlanden. De eerste biograaf van Lasso, Samuel Quicchelberg, meldt dat Orlando twee keer werd ontvoerd vanwege zijn “heldere, zoete stem” maar hij werd teruggehaald door zijn ouders.
Ferrante Gonzaga, de onderkoning van Sicilië nam de jongen, na toestemming van zijn ouders, mee naar Italië. Hij bleef daar onder de naam Orlando di Lasso tot 1550. Nadat hij de baard in de keel had gekregen werd hem een aanstelling in Parijs aangeboden. Vervolgens werd hij in 1553 kapelmeester van Sint Jan van Lateranen in Rome. Hij reisde door Frankrijk en Engeland en bleef in 1555 hangen in Antwerpen. Hier publiceerde hij zijn eerste vierstemmige madrigalen, gelijktijdig met de publicatie van zijn eerste vijfstemmige madrigalen in Venetië.
In 1556 benoemde Albrecht V, de hertog van Beieren, hem tot lid van de hofkapel te München, waarvan hij vier jaar later leider werd en bleef tot zijn dood. Zijn laatste jaren werden gekenmerkt door melancholie, wellicht een gevolg van overmatig werken.
Di Lasso werd door tijdgenoten boven andere componisten gesteld, zoals blijkt uit bijnamen als Vorst der muziek en Belgische Orpheus. Hij is de grootmeester van het motet. Hij was bevriend met de Duitse kunstenaar Hans Mielich, die motetten van Di Lasso illumineerde. In München staat een standbeeld van Di Lasso en de Orlandostraat leidt naar het Orlandohuis, dat op de plaats staat waar Di Lasso woonde.

## Werk
Orlando di Lasso schreef onder meer 53 vier- tot achtstemmige missen, 1250 twee- tot twaalfstemmige motetten, requiems, madrigalen, chansons en koorliederen.
In het voorwoord van zijn bundel Duitse liederen somt Lassus zijn oeuvre van wereldlijke liederen op: Franse chansons, Italiaanse madrigalen, Duitse en Nederlandse liederen. Die laatste zijn echter verloren gegaan.
Orlando di Lasso was het grootste deel van zijn muzikale loopbaan actief in München aan het hof van de Beierse hertogen. Bij hem vindt men alle facetten van het polyfone componeren van de Franco-Vlaamse School terug. Zijn werken verklanken vooral bewogenheid en gevoeligheid.
Veel van zijn werken werden gedrukt en zijn in diverse uitgaven bewaard gebleven. De Bayerische Staatsbibliothek te München bewaart handschriften en oude drukken van Di Lasso's composities. Enkele van zijn bekendste composities zijn de Psalmi Davidis Poenitentiales (7 psalmen), de Lamentationes Hieremiae Prophetae (naar het Bijbelboek Klaagliederen), madrigalen op teksten uit de Canzoniere van Francesco Petrarca, en zijn zwanenzang, de Lagrime di San Pietro. 

## Hai Lucia
Het polyfone ‘Moresche’ lied ‘Hai Lucia bonne cosa’ is een lied van Orlando di Lasso.
Een Moresche lied is een Napolitaans Villanella lied waarin de tekst een parodie is van het verbale Italiaans van de negroïde slaven uit Noord Afrika. In deze ‘Moresche Hai Lucia’ verwijst men naar de ‘negroïde slaven als groep’ als de ‘gente negra’ of ‘tutta negra’, vertaald als moren.
Het ‘Moresche Hai Lucia’ lied is het 7° lied van de 24 liederen uit de Lassus’ muziekuitgave ‘Libro de Villanelle, Moresche, et altre Canzoni, a 4. 5. 6. et 8. voci. di Orlando di Lasso’ van 1581.
| Italiaanse tekst | Nederlandse vertaling |

| Hai Lucia, bona Coustaussa io dic'a tia: Che patrone fatta franca Et vò bella maritare, Giorgia tua vò pigliare, Tutta negra v'invitare, Notte giorno vanno somare Tambilililili. Lucia, poi che Dio v'av'agiuta gente negra, vol cantare: core mi, ascoltare, apri bocc' et non dormire, gente negra vol cantare, Acqua madonna al fuoco, che ardo tutta Et tu pigliat' a gioco, Jo grido sempre haime, Et tu non sentuta Et voce mia tutto fatta roca Acqua madonn'al foco Che ci minera, ard'e mo fuinta cocha. | Mijn Lucia, goed lekker ding, ik zeg jou: Mijn baas staat me toe met jou schat, te trouwen! Dus nu komt Giorgia je halen. Alle Moren zijn welkom en spelen en zingen, dag en nacht Tambilililili. Lucia, nu God ons samenbrengt, zullen alle Moren zingen: Luister mijn schat, Zeg wat, ga niet slapen, Alle Moren zullen zingen: Water, madonna, blus me want ik sta in vuur en vlam, en jij speelt een spel. Ik blijf je roepen, maar je hoort me niet en mijn stem wordt schor Water, madonna, blus me doe wat, want ik sta te koken. |

## Trivia
- Het nummer Benedictus op het album Wednesday morning 3 A.M. van het duo Simon and Garfunkel is gebaseerd op het werk van Di Lasso
- Een van Lassos beroemde drinkliederen, "Un jour vis un foulon qui fouloit (as Monsieur Mingo)", werd door William Shakespeare op een Engelse tekst gezet en gebruikt in zijn toneelstuk Henry IV part 2
- Orlando di Lasso eindigde in 2004 op nr. 76 in de Vlaamse versie van De Grootste Belg
- De bekroning van een zuil van het voormalige Stadhuis van Amsterdam, het huidige Paleis op de Dam, draagt de naam van de componist

## Galerij

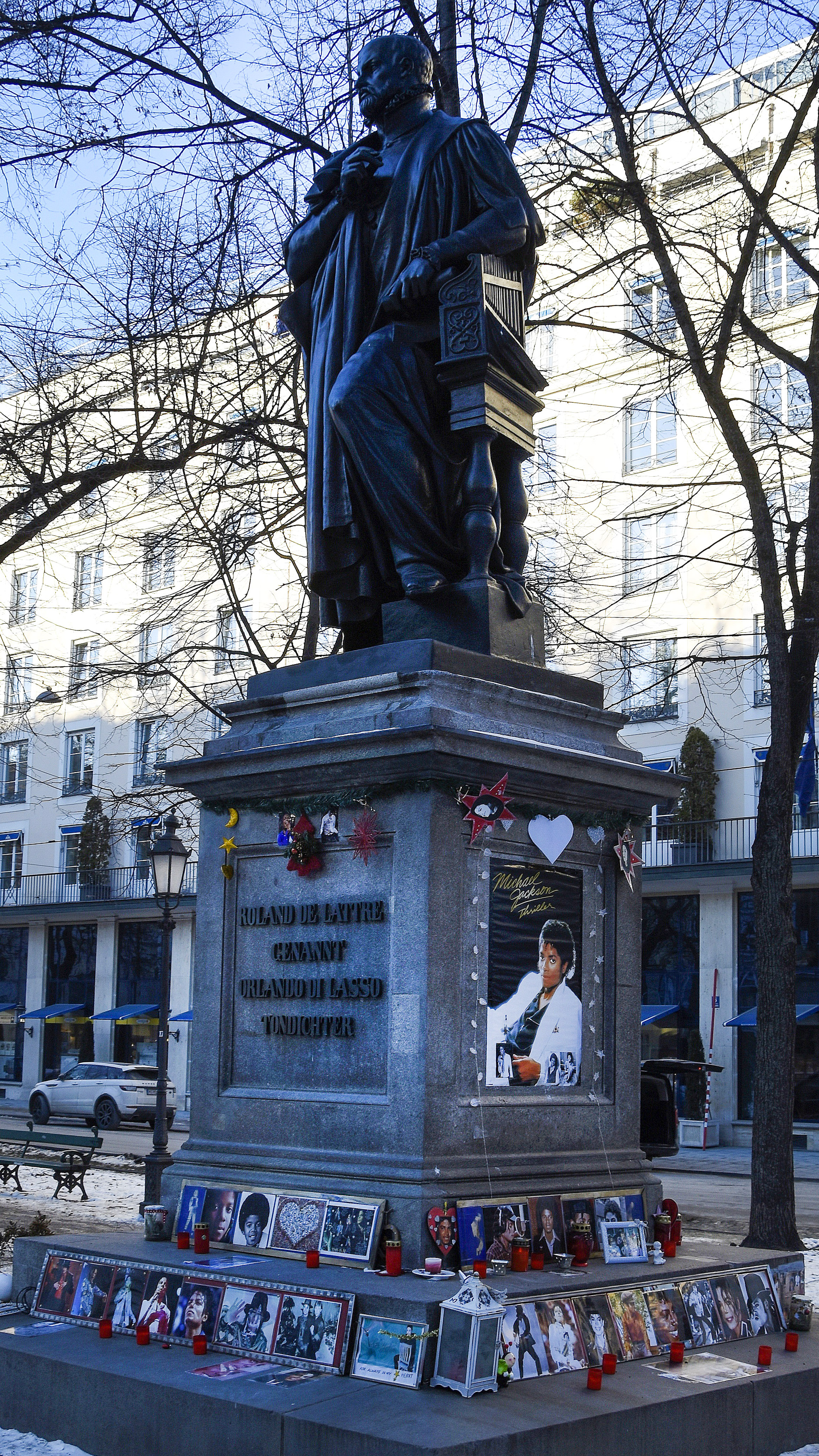
Orlando di Lasso in München
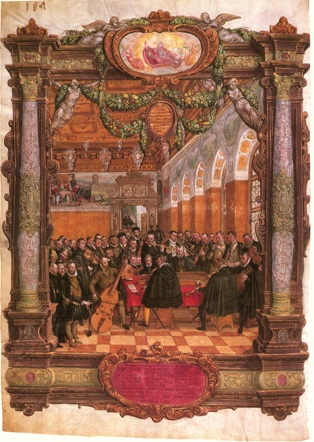
Orlando di Lasso in de hofkapel, München. Miniatuur van Hans Mielich uit het boetepsalmenboek (1560/71)

- Bibsys: 90316238
- Biblioteca Nacional de España: XX4583901
- Bibliothèque nationale de France: cb12340814p (data)
- Biografisch Portaal: 32614744
- Catàleg d'autoritats de noms i títols de Catalunya: 981058515245106706
- CiNii: DA04862855
- Digitale Bibliotheek voor de Nederlandse Letteren: lass003
- Gemeinsame Normdatei: 118569945
- International Standard Name Identifier: 0000 0001 2022 3832
- Library of Congress Control Number: n81037013
- Nationale Bibliotheek van Letland: 000037979
- MusicBrainz: 853f1c0a-4b59-4957-9c05-c3a8d3a4d5ef
- Bibliotheek van het Japanse parlement: 00959406
- Nationale Bibliotheek van Tsjechië: jn20000603669
- Nationale bibliotheek van Australië: 36524233
- Nationale Bibliotheek van Israël: 987007312544405171
- Nationale Bibliotheek van Polen: a0000001181954
- Nationale en Universitaire bibliotheek Zagreb: 000102523
- Nederlandse Thesaurus van Auteursnamen: 070646139
- Istituto Centrale per il Catalogo Unico: MILV127055
- LIBRIS: 207257
- SNAC: w6bp01qn
- Système universitaire de documentation: 032364296
- Trove: 1271814
- Virtual International Authority File: 23356192
- WorldCat: E39PBJbGQhy7McJ9ycTBfV63Qq

Haendel · Lulli · Scarlatti · Mozart · Cherubini · Weber · Berlioz · Chopin · Liszt · Wagner · Gounod · Reincken · Schuijt · Obrecht · Sweelinck · Orl. Lassus · Clemens n.P. · Wanning · Brahms · Rubinstein · Niels Gade · Verhulst · Schumann · Mendelssohn · Schubert · Spohr · Beethoven · Haydn ·  Bach · Strawinsky · Pijper · Ravel · Reger · Wagenaar · Tschaikovsky · Zweers · Bruckner · Mahler · Franck · Diepenbrock · Debussy · Dopper · Richard Strauss · Röntgen · Bartók · Dvořák
1. ↑  Jan Willem Bonda, De meerstemmige Nederlandse liederen van de vijftiende en zestiende eeuw, Uitgeverij Verloren, 1996, ISBN 90-6550-545-8, 9789065505453, blz. 23